# Емине
Емине́ (болг. Емине) — скалистый мыс на Черноморском побережье Болгарии. Мыс является самой восточной точкой хребта Старой Планины и остриём Рога Старой Планины. Мыс служит водоразделом рек Двойница и Хаджийска и условно разделяет болгарское Черноморское побережье на Северное и Южное.

## Описание
Емине представляет собой почти отвесную 60-метровую скалу, сложенную из вулканических порфиров, в окружении сотни подводных и выступающих над водой скал, разбросанных более чем на 250 метров от берега. Именно поэтому берег здесь является чрезвычайно опасным для судоходства, и моряки обходят его издалека. На мысе действует маяк.
Здесь могучая Старая Планина, как обычно именуют болгары Балканский хребет, врезается в Чёрное море! Врезается остриём главного из отрогов своих — Рога Старой Планины (Старопланинския рог). Здесь родился фракийский царь Рез, союзник троянцев, убитый Одиссеем. И здесь некий древний стратег, чьё имя давно истёрлось из памяти людской, воздвиг замок Эмона, он же — Аристеум. Много веков отражался могучий замок в черноморских водах. И доныне к замку, которого давно уже нет, ведёт узкая грунтовая дорога.

## Расположение
Мыс Емине расположен в 79 км южнее Варны, в 54 км севернее Бургаса и в 14 км южнее Обзора.

## Туристические маршруты
Мыс Емине с 1976 года является заповедником категории «природна забележителност». На Емине заканчивается Европейский пешеходный маршрут Е-З, болгарская часть которого — маршрут «Ком — Емине». Севернее мыса расположена защищённая местность Иракли.